# Strzelanina w szkole w Kazaniu

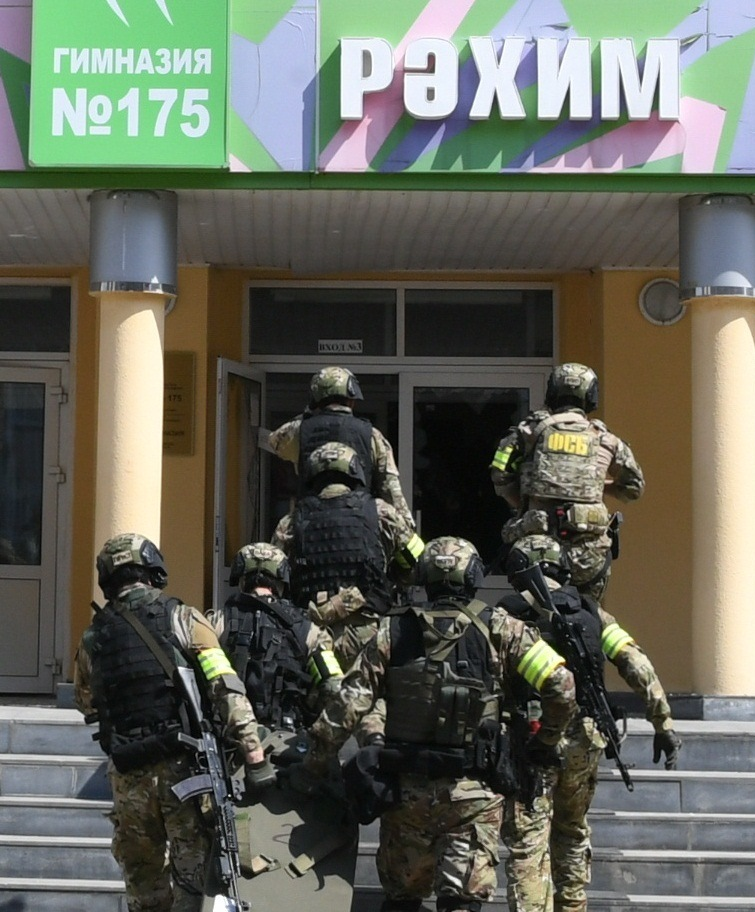
Funkcjonariusze FSB na miejscu zdarzenia

Strzelanina w szkole w Kazaniu – strzelanina i próba zamachu bombowego, która miała miejsce 11 maja 2021 roku w gimnazjum w Kazaniu w Tatarstanie w Rosji. W strzelaninie zginęło 9 osób, a 21 zostało rannych.

## Przebieg
Strzelanina miała miejsce w gimnazjum w Kazaniu około godz. 9:20 kiedy sprawca wszedł do szkoły i zaczął strzelać w kierunku uczniów i pracowników. Kiedy napastnik wchodził do szkoły, jeden z ochroniarzy zauważył u niego broń i próbował go powstrzymać oraz ogłosił alarm w szkole. Napastnik postrzelił strażnika, ale ten zdołał jeszcze ostrzec nauczycieli przez drogę radiową w szkole by zamknęli się w klasach. 
Sprawca ataku wszedł do szkoły i odpalił ładunek wybuchowy w pobliżu klasy języka angielskiego, po czym przeładował broń w łazience i wszedł do klasy otwierając ogień i zabijając 9 osób i raniąc 21 innych. Około godziny 9:34 sprawca poddał się przybyłym na miejsce zdarzenia policjantom kiedy usiłował opuścić szkołę z powodu braku amunicji potrzebnej mu by kontynuować atak. Niektórzy uczniowie próbując się ratować skakali przez okna szkoły.
Po ataku w internecie pojawiły się nagrania, na których widać ewakuujących się przez okna uczniów.

## Ofiary strzelaniny
W strzelaninie zginęło 9 osób – siedmioro uczniów, nauczyciel i pracownik szkoły, a 21 osób zostało rannych, w tym kilka osób było w stanie krytycznym. Dwóch uczniów zginęło zarówno od strzałów napastnika jak i od obrażeń odniesionych podczas próby ucieczki przez okno.
Po ataku 9 z ponad 20 rannych osób przetransportowano do szpitali w Kazaniu i pobliskich miastach. Jedna z rannych osób musiała być odratowywana przez dostarczanie tlenu.
Lista ofiar:

1. Wenera Aizatowa (lat 55)
2. Damir Gajnutdinow (lat 14)
3. Zulfija Galimowa (lat 14)
4. Alisa Garifullina (lat 15)
5. Elwira Ignatiewa (lat 26)
6. Ilzia Nagimullina (lat 14)
7. Amir Szaikfutdinow (lat 14)
8. Amir Wołkow (lat 15)
9. Amir Żarypow (lat 14)

## Sprawca
Sprawcą strzelaniny był 19-letni uczeń Ilnaz Galawijew, który został zatrzymany po ataku. Galawijew ukończył gimnazjum w Kazaniu, gdzie dokonał masakry, kilka lat wcześniej i na miesiąc przed atakiem został wyrzucony z uniwersytetu zarządzania TISBI w Kazaniu, z nieznanych przyczyn.
Broń użytą w ataku sprawca nabył miesiąc przed strzelaniną. Ponadto w internecie wyszukiwał sposoby na konstruowanie bomb domowej roboty i po zatrzymaniu powiedział funkcjonariuszom, że podłożył bombę i inne ładunki wybuchowe w swoim mieszkaniu, ale okazało się to nieprawdą. Przed atakiem opublikował w internecie wpis na którym określił się jako Boga i napisał, że zabije dziś w szkole dużą ilość, tu cytat, odpadów biologicznych i następnie zamierza zastrzelić siebie, a także, że zajęło mu kilka miesięcy by zrozumieć to iż rzekomo jest Bogiem w ludzkim ciele i zszedł na świat z niebios by zabijać innych ludzi.

## Proces
Napastnik został wstępnie uznany za osobę niepoczytalną i w trakcie procesu okazało się, że cierpi na atrofię mózgowia, ale jego badania psychiatryczne i obserwacja w specjalnym ośrodku zostały przedłużone w lipcu kiedy miano już ogłaszać wyniki badań nad zdrowiem psychicznym u napastnika.

## Reakcje
Prezydent Rosji Władimir Putin złożył kondolencje rodzinom zabitych i polecił władzom wprowadzenie przepisów ograniczających dostęp do broni w Rosji. 12 maja został ogłoszony dniem żałoby w Tatarstanie.